# Distretto di Yverdon
Il distretto di Yverdon è stato un distretto del Canton Vaud, in Svizzera. Confinava con i distretti di Payerne a est, di Moudon a sud-est, di Echallens a sud, di Orbe a sud-ovest, di Grandson a nord e con il Canton Friburgo (distretto di Broye) a nord-est. Il capoluogo era Yverdon-les-Bains. Comprendeva una parte del lago di Neuchâtel.
In seguito alla riforma territoriale entrata in vigore nel 2008 il distretto è stato soppresso e i suoi comuni sono entrati a far parte del distretto del Jura-Nord vaudois, tranne Oppens che si è unito al distretto del Gros-de-Vaud.

## Divisione
Amministrativamente era diviso in 4 circoli e 38 comuni:

### Belmont-sur-Yverdon
- Belmont-sur-Yverdon
- Ependes
- Essert-Pittet
- Gossens
- Gressy
- Oppens
- Orzens
- Pomy
- Suchy
- Ursins
- Valeyres-sous-Ursins

### Champvent
- Chamblon
- Champvent
- Essert-sous-Champvent
- Mathod
- Montagny-près-Yverdon
- Orges
- Saint-Christophe
- Suscévaz
- Treycovagnes
- Valeyres-sous-Montagny
- Villars-sous-Champvent
- Vugelles-La Mothe

### Molondin
- Bioley-Magnoux
- Chanéaz
- Chavannes-le-Chêne
- Chêne-Pâquier
- Cronay
- Cuarny
- Démoret
- Donneloye
- Mézery-près-Donneloye
- Molondin
- Prahins
- Rovray
- Villars-Epeney
- Yvonand

### Yverdon
- Cheseaux-Noréaz
- Yverdon-les-Bains

## Divisioni
- 1849: Vugelles-La Mothe → Orges, Vugelles-La Mothe

## Fusioni
- 1811: Champvent, Saint-Christophe → Champvent
- 2005: Arrissoules, Rovray → Rovray